# Winnie Puuh – Lustige Jahreszeiten im Hundertmorgenwald
Winnie Puuh – Lustige Jahreszeiten im Hundertmorgenwald (engl.: Winnie The Pooh: Seasons of Giving) ist die elfte Direct-to-Video-Produktion der Walt Disney Company  und erschien im Jahr 1999. Nach dem Kinofilm Die vielen Abenteuer von Winnie Puuh von 1977 und Winnie Puuh auf großer Reise von 1997 ist es die dritte Veröffentlichung der Disney Studios eines Films um die von Alan Alexander Milne erfundene Figur Winnie Puuh. Regie führten Jun Falkenstein, Karl Geurs und Harry Arends. Der Film umfasst eine Erntedankfestgeschichte, eine Weihnachtsgeschichte und zwei Episoden aus der Serie Neue Abenteuer mit Winnie Puuh (Erdferkeltag und Finde sie, behalte sie). In dem Film sind neue Lieder von den Sherman Boys enthalten.

## Inhalt
Zu Beginn des Jahres herrscht große Aufregung im Hundertmorgenwald. Rabbits Kalender ist völlig durcheinander und seine Freunde denken, dass sie den Winter verpasst haben und der Frühling bestimmt vor der Tür steht, obwohl es nicht der Fall ist.
In dem zweiten Teil des Filmes geht es weiter mit einer turbulenten Jagd nach den besten Zutaten für ein perfektes Erntedankfest, die in einem Chaos endet. Zum Ende des Jahres besucht Kessie aus den Serien Neue Abenteuer mit Winnie Puuh und Winnie Puuh’s Bilderbuch die Einwohner im Hundertmorgenwald.